# Gmina Beaver (hrabstwo Mahoning)
Gmina Beaver (ang. Beaver Township) – gmina w Stanach Zjednoczonych, w stanie Ohio, w hrabstwie Mahoning. W 2020 roku liczyła 6756 mieszkańców.